# Encomienda
Encomienda (hiszp. encomendar: powierzać) – system niewolniczego gospodarowania i kontroli nad ludnością indiańską na podbitych przez Hiszpanię posiadłościach kolonialnych w Ameryce Łacińskiej w XVI–XVIII w.
Polegał na zmuszaniu ludności autochtonicznej do pracy na rzecz konkwistadora lub osadnika z Hiszpanii. Encomendero (ten, który uzyskał encomiendę) miał prawo do ściągania od Indian trybutu należnego koronie hiszpańskiej w zamian za opiekę nad Indianami oraz szerzenie wśród nich chrześcijaństwa. System wzorowany był na praktyce ściągania haraczu z ludności muzułmańskiej i żydowskiej w okresie rekonkwisty. Początkowo zbliżony do niewolnictwa, następnie upodobnił się do pańszczyzny.
W latach 1512−1513 oraz w 1542 roku Hiszpania ze względów politycznych i etycznych podjęła starania zmierzające do ograniczenia encomiendy. Początkowo encomiendę można było dziedziczyć, w późniejszym okresie możliwość ta została zlikwidowana (formalnie w 1720 roku). Wszystkie encomiendy przeszły na własność króla na mocy dekretu z 23 października 1718 roku i odtąd dochody z nich miały służyć obronności Nowego Świata oraz różnym celom charytatywnym. Faktycznie istniała do początku XIX w.
Podobne systemy wyzysku funkcjonowały w portugalskich, holenderskich i francuskich posiadłościach kolonialnych. Jednak encomienda rozpowszechniła się głównie w Meksyku i Peru, dając początek późniejszym latyfundiom oraz prowadząc do wyzysku i marginalizacji Indian.